# Paseh (Juli)
Paseh is een bestuurslaag in het regentschap Bireuen van de provincie Atjeh, Indonesië. Paseh telt 930 inwoners (volkstelling 2010).